# Fournols
Fournols ist eine französische Gemeinde mit 315 Einwohnern (Stand: 1. Januar 2022) im Département Puy-de-Dôme in der Region Auvergne-Rhône-Alpes (vor 2016: Auvergne). Sie gehört zum Arrondissement Ambert und zum Kanton Les Monts du Livradois (bis 2015: Kanton Saint-Germain-l’Herm).

## Geographie
Fournols liegt etwa 56 Kilometer südöstlich von Clermont-Ferrand im Regionalen Naturpark Livradois-Forez. Nachbargemeinden von Fournols sind Saint-Éloy-la-Glacière und Saint-Amant-Roche-Savine im Norden, Le Monestier im Nordosten, Chambon-sur-Dolore im Süden und Osten, Saint-Germain-l’Herm im Süden und Südwesten, Aix-la-Fayette im Westen sowie Échandelys im Westen und Nordwesten.

## Bevölkerungsentwicklung
| Jahr                       | 1962 | 1968 | 1975 | 1982 | 1990 | 1999 | 2006 | 2013 |
| Einwohner                  | 555  | 552  | 545  | 512  | 546  | 480  | 408  | 327  |
| Quellen: Cassini und INSEE |      |      |      |      |      |      |      |      |

## Sehenswürdigkeiten
- Kirche Saint-Côme aus dem 13. Jahrhundert, Umbauten aus dem 15. Jahrhundert
- Griechisches Kreuz, seit 1963 Monument historique

## Weblinks

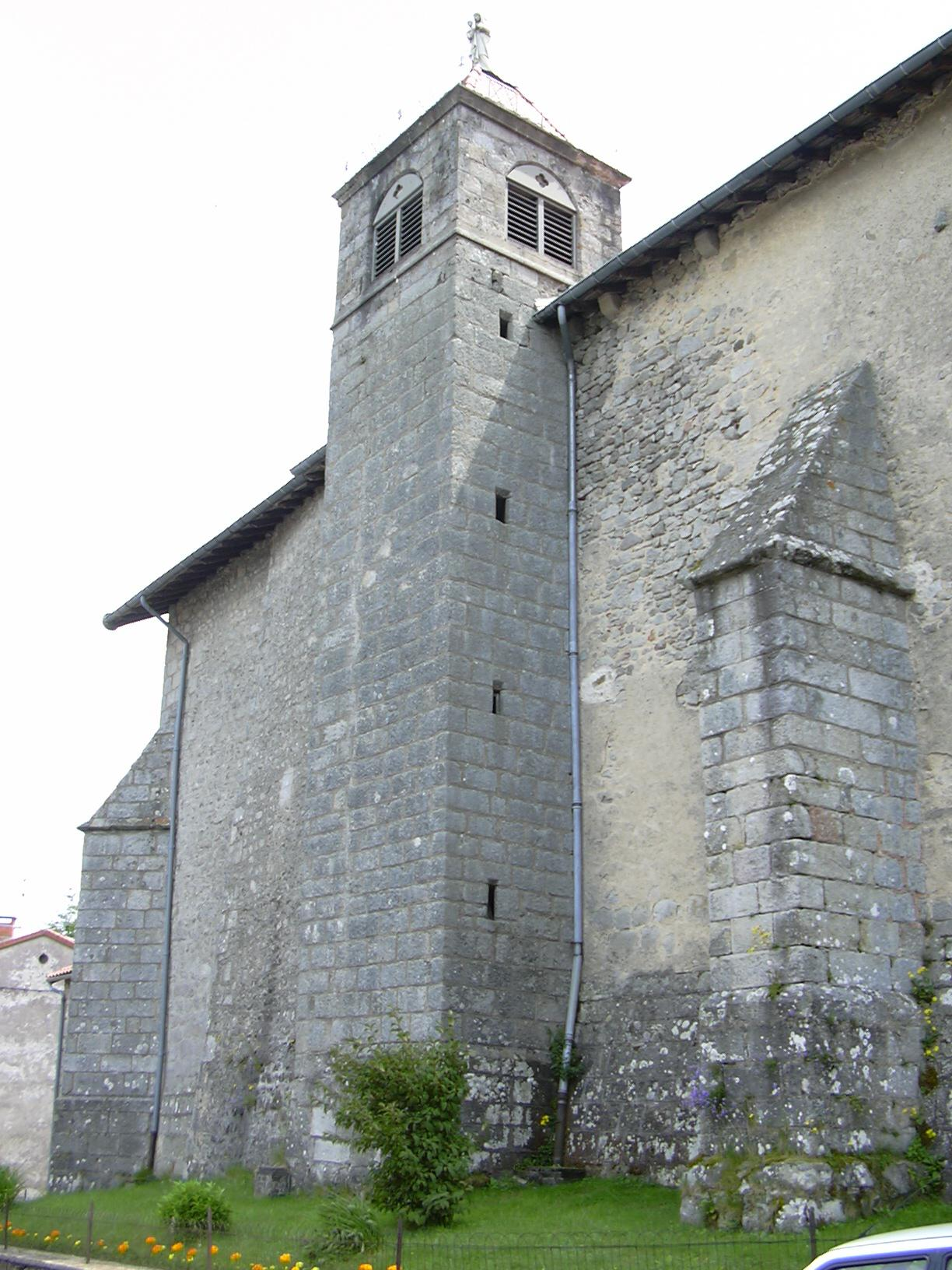
Kirche Saint-Côme